# Chinesische Landreform

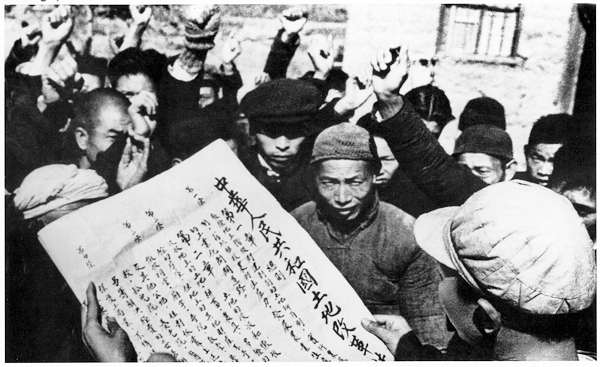
Ein Regierungsbeamter erklärt den Bauern das „Landreformgesetz“.

Die chinesische Landreformbewegung (chinesisch 土地改革運動, Pinyin Tǔdì gǎi gé Yùn dòng 土地改革运动), kurz Chinesische Landreform, war eine Kampagne der Kommunistischen Partei Chinas unter dem Vorsitzenden Mao Zedong in der späten Phase des Chinesischen Bürgerkriegs und in der Frühphase der Volksrepublik China.
Im Juni 1950 wurde das „Landreformgesetz (土地改革法, Tǔdì gǎigé fǎ)“ von der chinesischen Regierung verabschiedet. Während der Bewegung wurde Land von Grundbesitzern beschlagnahmt und an Bauern umverteilt. Rund 300 Millionen Bauern, die wenig oder gar kein Land hatten, wurden rund 47 Millionen Hektar Land sowie landwirtschaftliche Geräte, Vieh und Gebäude zugewiesen. Die Bauern wurden von Pachtzahlungen in Höhe von 35 Milliarden Kilogramm Getreide pro Jahr befreit. Ziel der Landreform war es, die „Klassenfeinde auf dem Land“ zu eliminieren und den Kommunisten die lokale Macht zu übertragen.  Der Großteil des an die Bauern umverteilten Landes musste bald an Kollektivwirtschaften abgegeben werden.
Die Landreform verlief jedoch nicht friedlich, wie von Mao Zedong gefordert. Historiker schätzten, dass zwischen einer  und fünf Millionen Menschen infolge der Landreform (bis 1953) zu Tode kamen, von denen die meisten Verpächter und ihre Familien waren. Darüber hinaus wurde ab 1953 während der „sozialistischen Transformationsbewegung (社会主义改造, shèhuìzhǔyì gǎizào)“, insbesondere im Rahmen der Politik der „landwirtschaftlichen Kollektivierung (农业集体化, nóngyè jítǐhuà)“, das Land den Bauern wieder weggenommen.

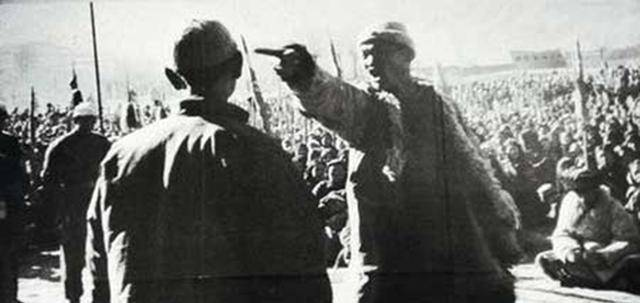
Demütigung eines Landbesitzers in einer sogenannten Kampf- und Kritiksitzung (1946).

 Manche Forscher argumentierten, dass die Landreform die traditionelle Kultur und die moralischen Werte im ländlichen China zerstört habe.